# Mobile Beratung gegen Rechtsextremismus
Mobile Beratung gegen Rechtsextremismus ist ein sozialwissenschaftliches Konzept, das aufgrund der rechtsextremen Übergriffe zu Beginn der 1990er Jahre in Deutschland entwickelt wurde. Dabei werden engagierte Menschen, Vereine, Initiativen, Bildungseinrichtungen, Politik und Verwaltung mit dem Ziel unterstützt, eine demokratische Kultur zu stärken. Mobile Beratungsteams (MBTs) beraten bei konkreten rechtsextremen, rassistischen und antisemitischen Vorfällen. Die Teams heißen je nach Bundesland unterschiedlich. (z. B.: Mobile Beratung gegen Rechtsextremismus (MBR), Regionales Beratungsteam, Regionale Beratungsstelle usw.) Aufgrund der gemeinsamen fachlichen Standards wird häufig die Bezeichnung Mobiles Beratungsteam benutzt.
Neben der Beratungsarbeit und Prozessbegleitung unterstützen MBTs die Engagierten durch Weiterbildungen oder thematische Workshops. Der Ansatz Mobiler Beratung zeichnet sich durch eine menschenrechtsorientierte Haltung aus; diese ist zugleich ein Gegenentwurf zu Rechtsextremismus, Antisemitismus und Rassismus, sowie anderen Ideologien der Ungleichwertigkeit. Mobile Beratungsteams folgen dem Prinzip der Gemeinwesenorientierung, die soziale Systeme in den Blick nimmt und Probleme in ihren Kontexten betrachtet.

## Geschichte

### Gesellschaftlicher Kontext und Entstehung zivilgesellschaftlicher Initiativen
Ausgangspunkt der Initiative für mobile Beratungsstellen gegen Rechtsextremismus war die Zunahme Rechter Gewalt zu Beginn der 1990er Jahre. Der Fokus lag zunächst auf Ostdeutschland, wo Rechtsextreme ein gesellschaftliches Umfeld vorfanden, das besonders geeignet für die Erprobung neuer organisatorischer und inhaltlicher Konzepte angesehen wurde. Rechtsextremen gelang es, sich lokal zu verankern und den öffentlichen Diskurs zu beeinflussen. Es bildeten sich neue Strukturen des Rechtsextremismus in Ostdeutschland heraus, die als alltagsdominante Strömungen eingeordnet werden können und die spätestens um die Jahrtausendwende den Charakter einer sozialen Bewegung annahmen. Ein meist gering ausgeprägter 'zivilgesellschaftlicher Organisationsgrad' in Ostdeutschland sowie eine zunehmende, bis weit in die 'Mitte der Gesellschaft' reichende Skepsis gegenüber der Demokratie erschwerten ein wirkungsvolles und langfristig angelegtes Engagement gegen rechtsextreme Tendenzen erheblich. Vor diesem Hintergrund entwickelten engagierte Initiativen den Ansatz, Rechtsextremismus auf lokaler und regionaler Ebene durch die langfristige Stärkung zivilgesellschaftlicher Strukturen in Ostdeutschland zu bekämpfen. Der Ideologie der Ungleichwertigkeit sollte eine demokratische, gemeinwesenorientierte Kultur entgegengesetzt werden.
Mobile Beratung gegen Rechtsextremismus wurde 1992 durch zivilgesellschaftliche Träger im Land Brandenburg initiiert und zunächst mit einem einzelnen Team umgesetzt. 1996 wurde das im Land Brandenburg als erfolgreich eingeschätzte Konzept auf drei Mobile Beratungsteams ausgeweitet. Damaliger Träger des Projekts waren die Regionalen Arbeitsstellen (RAA) Brandenburg. Die RAA wirkten schwerpunktmäßig zum Thema diskriminierungsfreie politische Kultur in Schulen und im Gemeinwesen, zur Integration türkischstämmiger Jugendlicher in Schulen sowie zur Öffnung von Schule in das Gemeinwesen mittels Jugend- und Schulsozialarbeit. Der konzeptionelle Ansatz Mobiler Beratung von anlassbezogener Geh-Struktur, Gemeinwesenorientierung und partnerschaftlicher Beratung hat somit seine Ursprünge auch in konzeptionellen Überlegungen der RAA in den westdeutschen Bundesländern.

### Entwicklung durch Förderprogramme
Die Entwicklung des Arbeitsansatzes der Mobilen Beratung hängt eng mit den jeweiligen Förderprogrammen durch Bund und Länder zusammen.

#### „CIVITAS – initiativ gegen Rechtsextremismus in den Neuen Bundesländern“ (2001–2006)
Mit dem Bundesprogramm „CIVITAS“ wurde das Konzept der Mobilen Beratungsteams weiterentwickelt. Neben den Beratungsstellen für Betroffene antisemitischer, rassistischer und rechtsextremer Gewalt entwickelten sich die Mobilen Beratungsstellen zu einer der beiden zentralen Strukturen in der Auseinandersetzung mit Rechtsextremismus und seinen Folgen. CIVITAS wurde speziell für Ostdeutschland aufgelegt, da dort ein spezifischer Nachholbedarf an demokratischer Bildung und Kultur als Folge der Transformationsprozesse nach der Wende gesehen wurde. Damit veränderte sich die konzeptionelle Ausrichtung der Mobilen Beratung grundlegend. Rechtsextremismus und andere Ungleichwertigkeitsvorstellungen wurden nun nicht mehr als Rand- oder Jugendphänomene interpretiert, sondern auch aus gesamtgesellschaftlicher Perspektive betrachtet. Damit gewannen einerseits die Perspektiven der Betroffenen von rechtsextremen und rassistischen Übergriffen und anderseits die der Engagierten vor Ort an Bedeutung, so dass ein zivilgesellschaftliches Netzwerk aus Beratungsträgern und regionalen und lokalen Initiativen entstand, das eine eigenständige Basis für die Professionalisierung von Beratungs- und Präventionsarbeit darstellte.

#### „kompetent. Für Demokratie“ (2007–2011)
Das Folgeprogramm der Bundesregierung „kompetent. Für Demokratie“ hatte zum Ziel, die in Ostdeutschland weiterentwickelten Beratungskonzepte auch auf die westdeutschen Bundesländer zu übertragen. Bereits 2003 hatte sich in Hessen das „Mobile Beratungsteam gegen Rechtsextremismus und Rassismus – für demokratische Kultur in Hessen e. V.“ als Initiative gegründet. In Braunschweig existierte bereits die „Arbeitsstelle gegen Rechtsextremismus und Gewalt (ARUG)“
Durch die inhaltliche Neuausrichtung der Bundesförderstrukturen gab es verschiedene Auswirkungen: Erstmals wurden Landesprogramme etabliert und in Förderstrukturen eingebunden. Das führte dazu, dass zivilgesellschaftliche Initiativen an Unabhängigkeit in der Beratungsarbeit einbüßten. Das Programm „kompetent. Für Demokratie“ war über Landeskoordinierungsstellen an die jeweiligen Landesregierungen angebunden. Damit verschwand in dieser Programmphase der Fokus auf die Stärkung der Zivilgesellschaft fast vollständig. Beratung sollte nur noch zeitlich befristet und staatlich koordiniert durch Interventionsteams und nach Auftreten einer Krise durchgeführt werden. Die Standards wurden etwa durch den Einsatz von Honorarkräften statt professionellen Beratern unterlaufen. Durch intensive fachliche Intervention der bereits etablierten Träger Mobiler Beratung und in Diskussionen mit den Landeskoordinierungsstellen und dem zuständigen Bundesministerium wurden im weiteren Programmverlauf Anpassungen vorgenommen. Weiterhin verschob sich der inhaltliche Fokus von der Auseinandersetzung mit Rechtsextremismus hin zu einer ordnungspolitisch geprägten Perspektive der Bekämpfung von „Extremismus“, was wiederum von den MBT kritisch gesehen wurde.

#### „Toleranz fördern – Kompetenz stärken“ (2011–2014)
Das Nachfolgerprogramm „Toleranz fördern – Kompetenz stärken“ hatte drei strukturelle Bausteine: Lokale Aktionspläne, Modellprojekte und Beratungsnetzwerke, die sich der Bekämpfung von Rassismus, Rechtsextremismus und Antisemitismus widmeten, und damit den inhaltlichen Fokus wieder stärker auf bearbeitbare gesellschaftlichen Bedrohungslagen lenkte. In dieser Phase der Bundesförderung lag der Schwerpunkt auf Qualitätsentwicklung in den Beratungsnetzwerken, die staatliche Steuerung blieb allerdings weiterhin präsent.

#### „Demokratie leben!“ (2015–2024)
Das von 2015 bis 2019 aufgelegte und in einer zweiten Förderphase bis 2024 verlängerte Bundesprogramm „Demokratie leben!“ fördert explizit die Arbeit Mobiler Beratungsteams und geht in den Leitlinien auf die verlässliche und kompetente Beratung der Teams als dauerhafter regionaler Ansprechpartner ein. Zudem wurde erstmals die „Strukturentwicklung bundeszentraler Träger“ gefördert, wodurch die Arbeit des Bundesverbands Mobile Beratung e.V. finanziert wurde.

## Bundesverband Mobile Beratung (BMB)
Der Bundesverband Mobile Beratung gründete sich im Jahr 2014. Damit wurde der seit 2009 existierenden, selbstorganisierten bundesweiten Vernetzung von Mitarbeitenden in den Mobilen Beratungsteams eine formale Struktur gegeben. Ziel des Bundesverbandes ist es, die Arbeit der Mobilen Beratungsteams professionell zu begleiten. Der Verband unterstützt dazu die fachliche Vernetzung der Mobilen Beratungsteams, organisiert Fachtagungen und Möglichkeiten der Weiterbildung. Zudem ist die Aufgabe des Verbands, die Arbeit der Mobilen Beratung sichtbar zu machen und sich an öffentlichen Diskursen zum Thema mit fachlicher Expertise zu beteiligen.
Die Strukturen und Beratungsansätze der Mobilen Beratung waren aufgrund der historischen Entwicklung sehr unterschiedlich. 2017 verständigten sich Mobile Beratungsteams aus allen Bundesländern auf „inhaltliche und methodische Grundsätze der Mobilen Beratung gegen Rechtsextremismus“, die 2020 und 2024 überarbeitet wurden.
Ein wichtiges Ziel der Arbeit des Bundesverbandes ist die Entwicklung und Etablierung eines „Berufsfelds Mobile Beratung“ im Sinne einer Professionalisierung dieses Handlungsfeldes. Dazu bietet der Bundesverband ab September 2020 in Zusammenarbeit mit der Alice-Salomon-Hochschule in Berlin einen berufsbegleitenden Zertifikatskurs „Beratung und Netzwerkarbeit im Kontext von Demokratiegefährdung und extrem rechten Orientierungen“ an.
Im Bundesverband sind rund 50 Beratungsteams und rund 200 Berater organisiert (Stand: 2024).

## Mobile Beratungsarbeit

### Inhaltliche Grundsätze
Das Konzept Mobiler Beratung wird in einer heterogenen Struktur von Trägern in den 16 Bundesländern unterschiedlich ausgestaltet. Trotz dieser Heterogenität haben sich die meisten Mobilen Beratungsteams aus allen Bundesländern auf gemeinsame Grundsätze ihrer Arbeit verständigt, die sie verbindliche Leitlinien ansehen und zu deren Umsetzung sie sich verpflichten. Sie wurden unmittelbar aus den Praxiserfahrungen Mobiler Berater und ihrer länderübergreifenden fachlichen Reflexionen entwickelt.
Inhaltliche Leitgedanken sind die Förderung einer demokratischen und an Menschenrechten orientierten Kultur, die als Gegenentwurf zu einer Politik der Ungleichwertigkeit verstanden wird. Das Demokratieverständnis mobiler Beratungsstellen begründet sich historisch-normativ in Humanismus, Antifaschismus und in den universellen Menschenrechten und versteht sich als partizipativ in Abgrenzung zu ordnungspolitischen Demokratieverständnissen. Mobile Beratung orientiert sich in der emanzipativen Bildungsarbeit zudem am Beutelsbacher Konsens.

### Definitionen und Beratungsgegenstand
Mobile Beratung orientiert sich an der Rechtsextremismus-Definition von Hans-Gerd Jaschke und an der Konsensdefinition. Demnach sind die zentralen Elemente: Rassismus, Antisemitismus, Antifeminismus, Sexismus sowie Heteronormativität, Chauvinismus, Nationalismus, Befürwortung autoritärer Herrschaftsformen, Sozialdarwinismus und Verharmlosung des Nationalsozialismus.
Mobile Beratung bezieht sich nicht vorrangig auf Individuen, sondern wesentlich auf politische Strategien und gesellschaftliche Machtverhältnisse in spezifischen Sozialräumen (Regionen, Dorfgemeinschaften, Stadtteilen etc.). Rechtspopulismus ist daher ebenfalls Gegenstand Mobiler Beratung. Zudem bezieht sich Mobile Beratung auf weitere Elemente einer Ideologie der Ungleichwertigkeit, wie sie von Wilhelm Heitmeyer als „Gruppenbezogene Menschenfeindlichkeit“ (GMF) zusammengefasst werden. Des Weiteren werden entsprechende Phänomene innerhalb von ethnischen Minderheiten berücksichtigt.

### Ziele und Zielgruppen
Das Leitziel Mobiler Beratung ist es, Beratungsnehmern in der Auseinandersetzung mit Rechtsextremismus und anderen Ungleichwertigkeitsvorstellungen zu unterstützen. Ausgehend von den eingebrachten Problemen wird versucht, mit lokalen Akteuren Handlungskonzepte für eine demokratische Stärkung des Gemeinwesens zu entwickeln. Besondere Bedeutung kommt dabei der Aktivierung emanzipatorisch-kritischen Engagements und der Qualifizierung der Beteiligten zu. Zu den Zielgruppen gehören zivilgesellschaftliche und staatliche Akteure, wie z. B. Vereine, Sozialarbeit, Kommunalpolitik und -verwaltung usw.

## Methodische Grundsätze und Arbeitsweisen
Die Mobilen Beratungsteams haben sich länderübergreifend auf methodische Grundsätze ihrer Arbeit verständigt. Mobile Beratung ist ein niedrigschwelliges Angebot, das nicht nur die physische Präsenz der Mobilen Berater voraussetzt, sondern auch umfassende Kenntnisse und Flexibilität über die Gegebenheiten vor Ort. Ausgangspunkt der Beratung ist in der Regel eine Problem- oder Bedarfsanzeige durch Beratungsnehmende und eine externe Analyse der jeweiligen Situation durch das Mobile Beratungsteam. Im Beratungsprozess wird ressourcenorientiert gearbeitet, d. h. die Menschen werden vor Ort angeregt, sich aktiv für demokratische Prozesse einzusetzen. Durch diese Selbstermächtigungsprozesse sollen Erfolgserlebnisse ermöglicht werden. Dieser Empowerment-Ansatz geht über die Idee der „Hilfe zur Selbsthilfe“ hinaus: Er zielt „auf die (Wieder-)Herstellung von Selbstbestimmung über die Umstände des eigenen Alltags“. Im Sinne einer solchen Eigenständigkeit sind die Beratungsprozesse – auch wenn sie in Einzelfällen mehrere Monate oder Jahre in Anspruch nehmen können – konzeptionell immer zeitlich befristet. 
Mobile Beratung berät von außen und nimmt soziale Systeme unabhängig von Träger- und Verwaltungsinteressen in den Blick. Lebensweltorientierung, Gemeinwesenarbeit sowie ein systemorientierter Ansatz sind dabei handlungsleitend, d. h. der einzelne (Vor-)Fall wird nicht isoliert, sondern im Zusammenhang des Gemeinwesens betrachtet. Hierzu sind die MBT in ihren Regionen vernetzt und bringen lokale Akteure in Kontakt. Sie nutzen diese langfristig aufgebauten Beziehungen zur Vermittlung von Fachinformationen und zur Sensibilisierung für Problemlagen im Themenfeld.
In Beratungsprozessen arbeiten MBT mit unterschiedlichen Akteuren zusammen. Sie sind also nicht selbst Akteure oder Partei in einem Konflikt, sondern verfolgen zunächst einen moderierenden Ansatz. Wenn demokratische und menschenrechtliche Standards verletzt und Problemlagen verdrängt oder systematisch geleugnet werden, kann Mobile Beratung die Anliegen der Betroffenen vertreten und auf die Einhaltung von (Beteiligungs-)Rechten marginalisierter oder benachteiligter Gruppen hinwirken.
Die Mobilen Beratungsteams sind mit anderen Fachkräften vernetzt – vor allem aus der Opferberatung, den Flüchtlingsräten sowie den Antidiskriminierungsberatungsstellen, aber auch mit Experten aus anderen Arbeitsfeldern und den (psycho-)sozialen Regeldiensten. Die Zusammenarbeit mit anderen Beratungsstrukturen ermöglicht es, Beratungsprozesse an kompetente Partner in etablierten und transparenten Verweisstrukturen zu übergeben.
Die Vernetzung innerhalb des Arbeitsfelds geschieht zudem landes- und bundesweit mit den Kollegen anderer MBT und über den Bundesverband Mobile Beratung.

## Professionalisierung des Berufsfeldes
Eine kontinuierliche Weiterentwicklung des Arbeitsfelds mit langfristiger Perspektive wird zum einen erschwert durch die zeitlich befristeten Förderprogramme, und zum anderen durch die politischen Konjunkturen und die damit verbundenen wechselnden Wünsche und Ansprüche an die Arbeit der Mobilen Beratungsteams. Zudem wurde die Förderung im Bereich „Extremismusprävention“ und Stärkung demokratischer Kultur in unterschiedlichen Programmen auf Bundes- und Länderebene ausgeweitet, so dass andere ähnliche Angebote entstanden. 
Der Bundesverband fordert die politische Anerkennung der Mobilen Beratung als ein spezifisches Arbeitsfeld und den politischen Willen unabhängige und zivilgesellschaftliche Beratungsstrukturen langfristig zu finanzieren. Er will zudem das Konzept Mobile Beratung durch ein eigenes Curriculum professionalisieren.

## Wissenschaftliche Evaluation
Die Arbeit der Mobilen Beratungsteams wurde in vielfältiger Weise wissenschaftlich begleitet und evaluiert. So wurde die Wirksamkeit des Ansatzes Mobiler Beratung im Rahmen der Bundesprogramme mehrfach durch die Zwischen- und Abschlussberichte der wissenschaftlichen Begleitung bestätigt. Viele Bundesländer haben im Rahmen ihrer Landesprogramme und -konzepte Evaluationen in Auftrag gegeben.